# LOVEBITES
LOVEBITES（ラヴバイツ）は、日本のヘヴィメタルバンド。2016年に結成され、2017年にメジャーデビュー。わずか1年余りで海外にも進出し、ワールドワイドな活動を展開。2021年8月17日にバンドの創設者であるベースのmihoの脱退に伴い活動休止していたが、2022年3月31日、バンドの再始動を発表。同年10月21日に、新ベーシストfamiが加入し、再び5人編成となり、新生LOVEBITESとして活動している。

## 来歴

### 結成からデビューまで
2015年
- 若手インディーズ・メタルシーンにおいて注目されていたバンドDESTROSE（英語版）が活動休止に入り[7]、miho（ベース）は先にDESTROSEを脱退していたharuna（ドラムス）を誘い、新しいバンド結成に動き始める[8]。2人はメンバー探しを行ない、知人の紹介により出会ったasami（ボーカル）が加入[9]。

2016年
- 6月15日、miho、haruna、asamiの新しいバンド名が『LOVEBITES』と発表され、公式サイトを開設。
- 6月29日、midori(ギター)の加入と、mi-ya(ギター兼キーボード)のサポートでの参加が発表された。
- 8月4日に行われたシークレットライヴ後に、本格的にLOVEBITESとして始動[10]。
- 11月18日、渋谷TSUTAYA O-WESTで行われたイべントが初ライヴとなる[11]。
- バンド名はアメリカのハードロック・バンドヘイルストームの楽曲「ラヴ・バイツ（ソー・ドゥ・アイ）」に由来している[12][13]。

### 第1期LOVEBITES デビュー最速の海外フェス出演からmiho脱退まで
2017年
- 5月24日、セルフタイトルのEP『LOVEBITES EP』でビクターエンタテインメントからメジャーデビュー[14]。この作品から「Don't Bite The Dust」のミュージック・ビデオを公開（曲の途中、宣伝映像有り）[15]。
- 8月25日、サポートのmi-yaが正式加入。
- 10月25日、1stフルアルバム『AWAKENING FROM ABYSS』をリリース[16]。この作品から「Shadowmaker（90 sec. version）」のミュージック・ビデオを公開。（曲の途中、宣伝映像有り）[17]。
- 11月 - 12月、東京、大阪、名古屋でのツアー『AWAKENING FROM ABYSS TOUR 2017』を開催[18]。
- 11月25日 - 27日、海外へ初進出。フェスティバルへの出演と、老舗ライブハウスでの公演をイギリスにて行った[19]。
- 12月14日、渋谷TSUTAYA O-WESTで行われた『WOMEN’S POWER SPECIAL 2017』に参加[20]。
- LOVEBITESの全ての作品を、フィンランドのエンジニアチームが手掛けている。ミックスはミッコ・カルミラ、マスタリングはミカ・ユッシラである[21]。ジャケット（カバーアート）のイラストはスペイン人のカルロスとデイヴィッドの2名が担当している[22]。

2018年
- 2月23日、渋谷duo MUSIC EXCHANGEで、単独ライブ『RE-AWAKENING FROM ABYSS LIVE 2018』を開催[23]。
- 4月1日、世界最大のライヴ・ツアー『Vans Warped Tour』の日本版『Vans Warped Tour Japan 2018 presented by XFLAG』に参加した[24]。
- 6月6日、2nd EP『BATTLE AGAINST DAMNATION』をリリース。[25]この作品からmi-ya名義をmiyakoに変更[26]。この作品から「The Crusade（YouTube version）」のミュージック・ビデオを公開。（曲の途中、宣伝映像有り）[27]。
- 6月11日（現地時間）、英国のメタル雑誌『METAL HUMMER』主催のアワード「Metal Hummer Golden Gods 2018」にてLOVEBITESが「BEST NEW BAND」を受賞[28]。ロンドン・O2アリーナで行われた式典にmihoとmiyakoが出席。日本人バンドがこの賞を受賞するのは初である[29]。
- 6月28日、『BATTLE AGAINST DAMNATION TOUR』を渋谷TSUTAYA O-EASTで開催[30]。
- 7月、ANTHEM主催『HEADSTRONG FES.18』川崎（CLUB CITTA）・名古屋（ElectricLadyLand）・大阪（BIGCAT）に参加[31]。
- 8月4日、ドイツで毎年開催される世界最大級のメタルフェス『WACKEN OPEN AIR 2018』のW.E.Tステージに出演、1万人規模の会場が、ほぼ満員状態となる[32]。
- 8月6日、公式モバイル・ファンクラブ「LOVEBITES INC.」を開設[33]。
- 8月10日、イギリスのメタルフェス『Bloodstock Open Air』のメインステージに出演[34]。
- 8月20日、英国ブッキング・エージェント業界の最大手のひとつＸ-ray Touringと提携した事を発表し、11月に初の欧州ツアーを開催することが決定した[35]。
- 9月28日、レッドブル主催・都市型音楽フェス『RED BULL MUSIC FESTIVAL METAL MANIA』が渋谷TSUTAYA O-EASTで行なわれ、LOUDNESS、HER NAME IN BLOOD、HELL FREEZES OVERと共演[36][37]。
- 11月13日 - 21日、初の欧州ツアーを4か国（オランダ、ドイツ、フランス、イギリス）で全6公演を行った[38]。
- 12月4日、公式YouTubeチャンネルを開設。
- 12月5日、2ndフル・アルバム『CLOCKWORK IMMORTALITY』をリリース[39]。この作品から「Rising（YouTube version）」 のミュージック・ビデオを公開。（曲の途中、宣伝映像有り）[40]。同日、Nuclear Blast Recordsから「Rising（OFFICIAL VIDEO）」のミュージック・ビデオを公開[41]。

2019年
- 1月より国内ツアー『CLOCKWORK IMMORTALITY TOUR』6公演を開催[42]。全公演ソールドアウトしたことを受け、3月7日に追加公演『CLOCKWORK IMMORTALITY TOUR -EXTRA TIME-』を渋谷クラブクアトロで開催した[43]。
- 3月、Arch Enemyの中国ツアーでのサポートアクトを務めた[44]。
- 6月、イギリスの『DOWNLOAD FESTIVAL』、ベルギーの『GRASPOP METAL MEETING』、スペインの『DOWNLOAD FESTIVAL MADRID』のフェス・ツアーを実施[45]。イギリスの『DOWNLOAD FESTIVAL』では、HALESTORMのステージにasamiが飛び入りし、バンド名の由来にもなった「Love Bites（So Do I）」を熱唱した[46]。
- 7月10日、同年1月27日に行ったマイナビBLITZ赤坂公演の模様を収録した、初のライヴ映像作品『DAUGHTERS OF THE DAWN - LIVE IN TOKYO 2019』を発売[47]。
- 7月 - 8月、国内ツアー『DAUGHTERS OF THE DAWN TOUR 2019』を 東京（EX THEATER ROPPONGI）・大阪（梅田クラブクアトロ）・名古屋（ボトムライン）で開催[48]。
- 8月17日、『SUMMER SONIC 2019』に出演[49]。
- 11月2日 - 14日、DragonForceのリーダー、ハーマン・リから直接オファーを受け、Dragonforceの英国ツアー全11公演にサポートアクトとして参加[50]。
- 11月23日、ファンクラブ限定イベント『THE SHINING VOL.1』をVeats Shibuyaで開催[51]。
- 12月2日、HALESTORMのジャパンツアー、東京公演のオープニングアクトを務めた[52]。
- 12月22日、毎年12月に開催される『MERRY ROCK PARADE』に出演[53]。

2020年
- 1月10日、初アジアはシンガポールで開催された『The Coliseum Hard Rock Hotel Singapore Resorts World Sentosa』でシンガポール出身の5人組バンドRockweller、イギリス出身の5人組バンドVoodoo Vegasと共演[54]。
- 1月29日、3rdアルバム『ELECTRIC PENTAGRAM』をリリース[55]。この作品から公式YouTubeチャンネルに「When Destinies Align」「Golden Destination」のミュージック・ビデオを公開[56][57]。
- 2月、日本全国7都市を巡るツアー『ELECTRIC PENTAGRAM TOUR 2020』は、新型コロナウイルスの感染拡大の為、仙台・名古屋・札幌公演は中止となった[58]。
- 2月19日、初のシングルCD『GOLDEN DESTINATION』をリリース[59]。
- 7月22日、同年2月21日に行われた Zepp DiverCity Tokyo公演の模様を収録した、ライヴ映像『FIVE OF A KIND - LIVE IN TOKYO 2020』をリリース[60]。この作品はオリコン音楽・Blu-rayチャートで1位を獲得した[61]。
- 10月25日、1stアルバムリリースから3周年を記念して、初の配信スタジオライヴを行い、HELLOWEENの「Eagle Fly Free」を披露した[62]。
- 12月25日、スタジオライヴ映像『AWAKE AGAIN - LIVE FROM ABYSS』完全受注生産商品をリリース[63]。LOVEBITESがYouTubeチャンネルに「Holy War」を投稿した辺りから、海外のYouTuberがLOVEBITESのリアクション動画を投稿するようになり、海外のファンが増加した。LOVEBITESに魅了された海外のファンたちは自分達の事を、Wolfpack（ウルフパック）と呼んでいる。

2021年
- 1月8日、新型コロナウイルスの感染拡大による緊急事態宣言の発令を受けて『Ride For Vengeance Tour』各種公演の延期が発表されるが、最終的に3月12日の名古屋、3月13日に横浜、3月26日に東京、4月2日に大阪で公演が開催された。 新型コロナウィルス感染症予防のため入場者数を制限し、観客同士の間隔をあけて、マスク着用の声出し禁止で実施された公演であった[64]。
- 3月10日、3rdEP『GLORY, GLORY, TO THE WORLD』をリリース[65]。この作品から公式YouTubeチャンネルに「Winds Of Transylvania （VLADLOVE Version）」「Glory To The World」のミュージック・ビデオを公開[66][67]。
- 押井守原作・脚本・総監督、西村純二監督の新作シリーズアニメ『ぶらどらぶ』のオープニング主題歌として「Winds Of Transylvania」が採用された。LOVEBITESは『ぶらどらぶ』の公式アンバサダーに就任[68]。
- 8月17日、mihoの脱退及びバンド活動休止が発表される[69]。メンバーのコメント「mihoより脱退の相談を受けて以降、残留の道を模索すべく、メンバーとスタッフで幾度となくミーティングを重ねてきましたが、最終的には本人の意思を尊重する結果となりました」「ただ、私たちは必ず帰ってきます。その時まで待っていてください。」と復帰をファンに約束した[70]。
- 9月29日、コロナ禍による制限の中で行われmihoの最後のツアーとなったTOKYO DOME CITY HALL公演の模様を収録した、ライヴ映像『HEAVY METAL NEVER DIES - LIVE IN TOKYO 2021』をリリース[71]。
- 12月22日発売のベストアルバム『IN THE BEGINNING-THE BEST OF 2017-2021』では、ジューダス・プリーストの「ペインキラー」をカヴァーした[72]。同日、LOVEBITES公認のバンド・スコア『THE BEST』を発売[73]。このベストアルバムから公式YouTubeチャンネルに「Nameless Warrior」のミュージック・ビデオを公開[74]。

### 第2期LOVEBITES Famiの加入と初のワールドツアー
2022年
- 3月31日、バンドの再始動と現在空席となっているベーシストの一般公募オーディションを開催することを発表[5]。
- 4月15日、公式YouTubeチャンネルにフルサイズ「Shadowmaker」「The Crusade」のミュージック・ビデオを公開[75]。
- 5月13日、公式YouTubeチャンネルにフルサイズ「Rising」のミュージック・ビデオを公開。
- 5月27日、公式YouTubeチャンネルにフルサイズ「Don't Bite The Dust」のミュージック・ビデオを公開。
- 10月21日、YouTuberとしてチャンネル登録者数65万人（2022年10月時点の登録者数）を誇るfamiの加入が発表された[76]。
  - オーディションでの採用プロセスは、応募資格は年齢、性別、国籍、プロ／アマ 不問、東京都内近郊を拠点とし、日本、世界各地で活動できる方、1次選考には250名弱の応募があり[77]、2次選考には6名が進み審査が行われ、3次選考は2名での最終審査となった[78]。
  - 新ベーシストに選ばれたfamiは、「この度、LOVEBITESにベーシストとして加入しました！このバンドでベースを弾かせていただけること、とても光栄です！これからはLOVEBITESの一員としてベースをゴリゴリ弾いているふぁみをお届けできればと存じます！よろしくお願いいたします！！」と、SNSで報告した[79]。
  - 新体制についてメンバーは「長いオーディションの末、famiをベーシストとしてバンドに迎え入れ、こうして皆さんにお知らせすることができて大変嬉しく思います。活動休止中にも私たちを支えてくれたファンの皆さんはもちろん、オーディションに参加してくれた世界中のベーシスト／ミュージシャンの方々にも心より感謝します。再び5人編成となり、さらに強靭となった新生LOVEBITESとして、私たちのヘヴィメタルをまた皆さんと共有し、ライヴ会場でお会いできることを思うと興奮が止まりません。そして、遠くないうちにやってくるその日を、もう少しの間だけ待っていてください。」とコメントした[80]。

2023年
- 2月22日、3年ぶり4作目のアルバム『JUDGEMENT DAY』をリリース[81]。この作品は、オリコン週間アルバム・ランキングで、バンド史上最高位となる5位を獲得した[82]。この作品から公式YouTubeチャンネルに「Judgement Day」「Stand And Deliver （Shoot 'em Down）」のミュージック・ビデオを公開[83][84]。
- 3月、fami加入後初となる復活ライヴ『WE ARE THE RESURRECTION』開催が決定した[85]。3月11日 - 12日に東京・EXシアター六本木にて開催され、マスク着用ながらも声出しが解禁となった。famiは、実際にファンを前にしたパフォーマンスはこのステージが初めてであった。famiは「今回のライブは1年間の活動休止をしてベースを辞めようかと悩んだ時期があった私にとってもRESURRECTIONの意味がありました。メンバーに憧れて追いかけて本当にたくさんの刺激を貰ってこのライブに望んで、初めてミュージシャンになれたような気がしました！LOVEBITESに出会えてよかった！！！！」と自身のSNSでコメントした。
- 5月11日、ファンクラブ限定イベント『THE SHINING VOL.2』をVeats Shibuyaで開催[86]。
- 8月23日、活動休止からの復活・新体制で臨んだEX THEATER ROPPONGI公演の初日の模様を収録した、ライヴ映像『KNOCKIN' AT HEAVEN'S GATE - LIVE IN TOKYO 2023』をリリース[87]。この作品は、オリコン週間ミュージックDVDランキングと、同・Blu-rayランキングで、それぞれで初登場1位を獲得した（9月4日付）[88]。
- 8月26日より、約2年半ぶり、活動休止明け最初のツアー『JUDGEMENT DAY TOUR 2023』を開催[89]。
- 10月5日、上記ツアーが全公演ソールドアウトしたことを受け、特別公演『The Last Judgement』をKT Zepp Yokohamaで開催[90]。
- 12月20日、活動休止からの復活・新体制で臨んだ『EX THEATER ROPPONGI』公演の2日目の模様を収録した、ライヴ映像『KNOCKIN' AT HEAVEN'S GATE - PART II』をリリース[91]。

2024年
- 3月19日、初の公式アーティスト・ブック『THE BOOK OF LOVEBITES』を出版[92]。
- 6月より、10か国・16都市・全17公演を廻る、自身初のワールドツアー『THE THIN LINE BETWEEN LOVE AND HATE』を行った[93]。LOVEBITESとして、イタリア、デンマーク、韓国、アメリカでのライヴは初である。
- 6月22日、スペインのメタル・フェスティヴァル『ROCK IMPERIUM FESTIVAL』に出演[94]。
- 6月28日、世界最大級のメタル・フェスティヴァル『Hellfest』のMain Stage 1に出演[95]。
- 6月29日、ヨーロッパ最大級のメタル・フェスティヴァル『Resurrection Fest』に出演。
- 7月4日、北欧・最大の音楽フェスティバル『Roskilde Festival』に出演。
- 8月10日、韓国の大型ミュージック・フェスティバル『Jeonju Ultimate Music Festival』に出演。
- 8月28日、約3年半ぶりのEP『LOVEBITES EP II』をリリース[96]。この作品から公式YouTubeチャンネルに「Unchained」「Soul Defender」のミュージック・ビデオを公開[97][98]。同日、昨年9月24日に行われた昭和女子大学人見記念講堂公演の模様を収録した、ライヴ映像『MEMORIAL FOR THE WARRIOR SOULS』をリリース[99]。
- 9月1日、過去最大規模の単独公演、東京ガーデンシアター公演が開催された。当日は台風10号の影響によって開催が危ぶまれ、来場を見合わせたファンが少なからず出たが、公演を敢行した。[100][101]。
- 9月6日、アメリカのプログレッシブ・パワーメタル・フェスティバル『ProgPower USA』に出演[102]。
- 11月23日 - 24日、ファンクラブ限定イベント『THE SHINING VOL.3』を大阪のGORILLA HALL OSAKA、神奈川のKT Zepp Yokohamaで開催。大阪編では、スペシャルサポートアクトとして奈良育英高校 軽音楽部が出演した[103]。

2025年
- 1月より、メンバー出身地などを巡る国内ツアー『Eternal Phenomenon Tour』全9公演を開催[104][105]。
- 3月1日、メキシコで開催された『Titans of Metal Fest』に出演[106]。
- 3月5日、昨年9月1日に行われた東京ガーデンシアター公演の模様を収録した、ライヴ映像『NO MORE TRAGEDY』をリリース[107]。
- 3月13日、『Eternal Phenomenon Tour』最終日のZepp DiverCityTokyo公演にて、翌年（2026年）3月29日に日本武道館公演『LIVE AT BUDOKAN』を開催することが発表された[108][109]。公式サイトで開演時間17:00までカウントダウンするタイマーを掲載中[110]。

```
『日本武道館ーーついにこの時がきました。私たちの最大の
夢
。さまざまな伝説的な
ロック
バンド
が、この伝説的な会場で、伝説的なライブを行なってきました。そんな輝かしいステージに私たちも立てることを誇りに思います。この夢は、私たち5人だけの夢ではありません。LOVEBITESを支え続けてくれた
ファン
、みんなとの夢です。誰かの夢は皆の夢ーー2026年3月29日、日本武道館で、ともに夢を叶えましょう。みんなと出逢えたことに心から感謝します。ありがとう！！LOVEBITES』
[
111
]
[
112
]
。
```

## メンバー

### 現メンバー

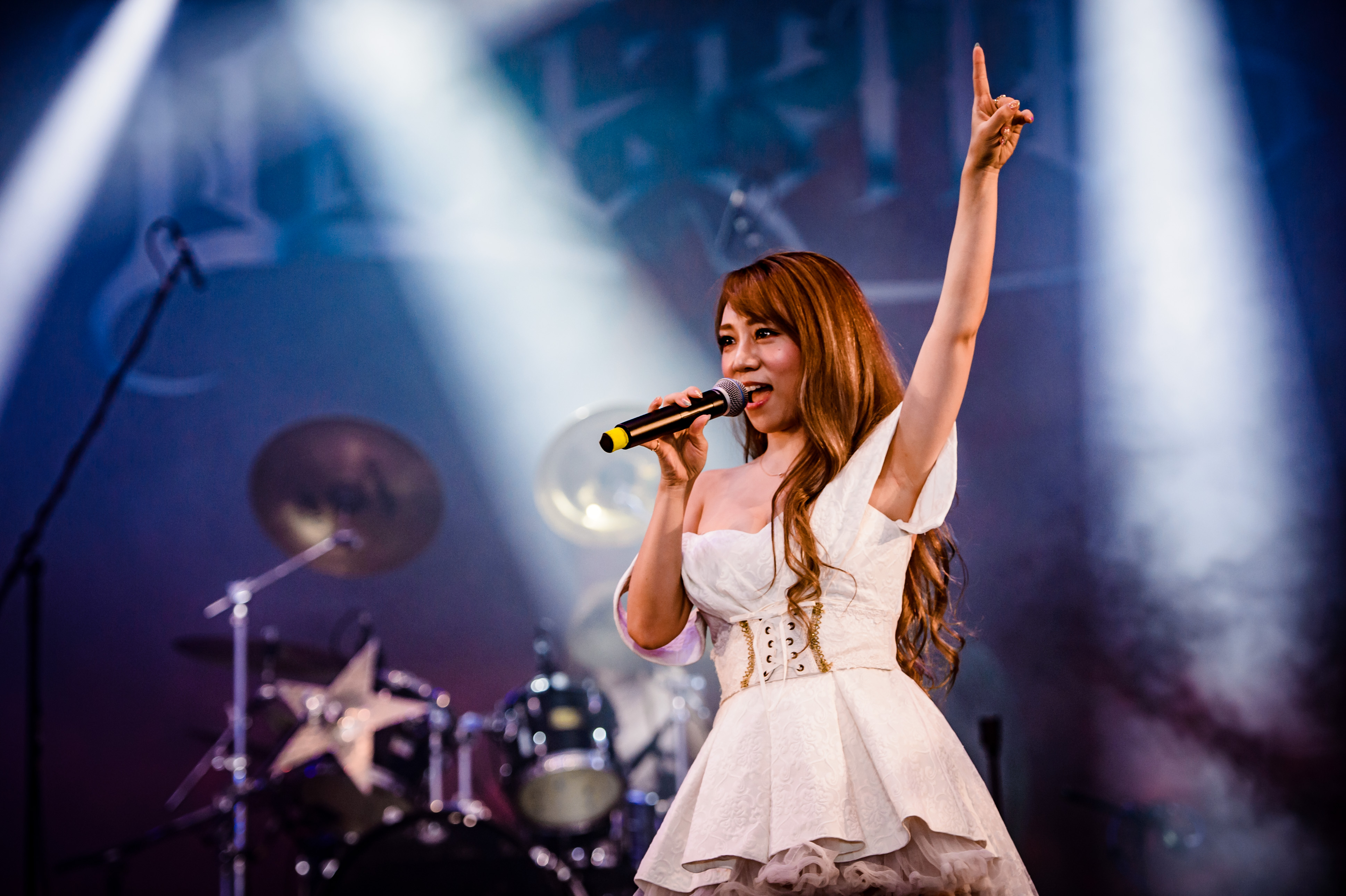

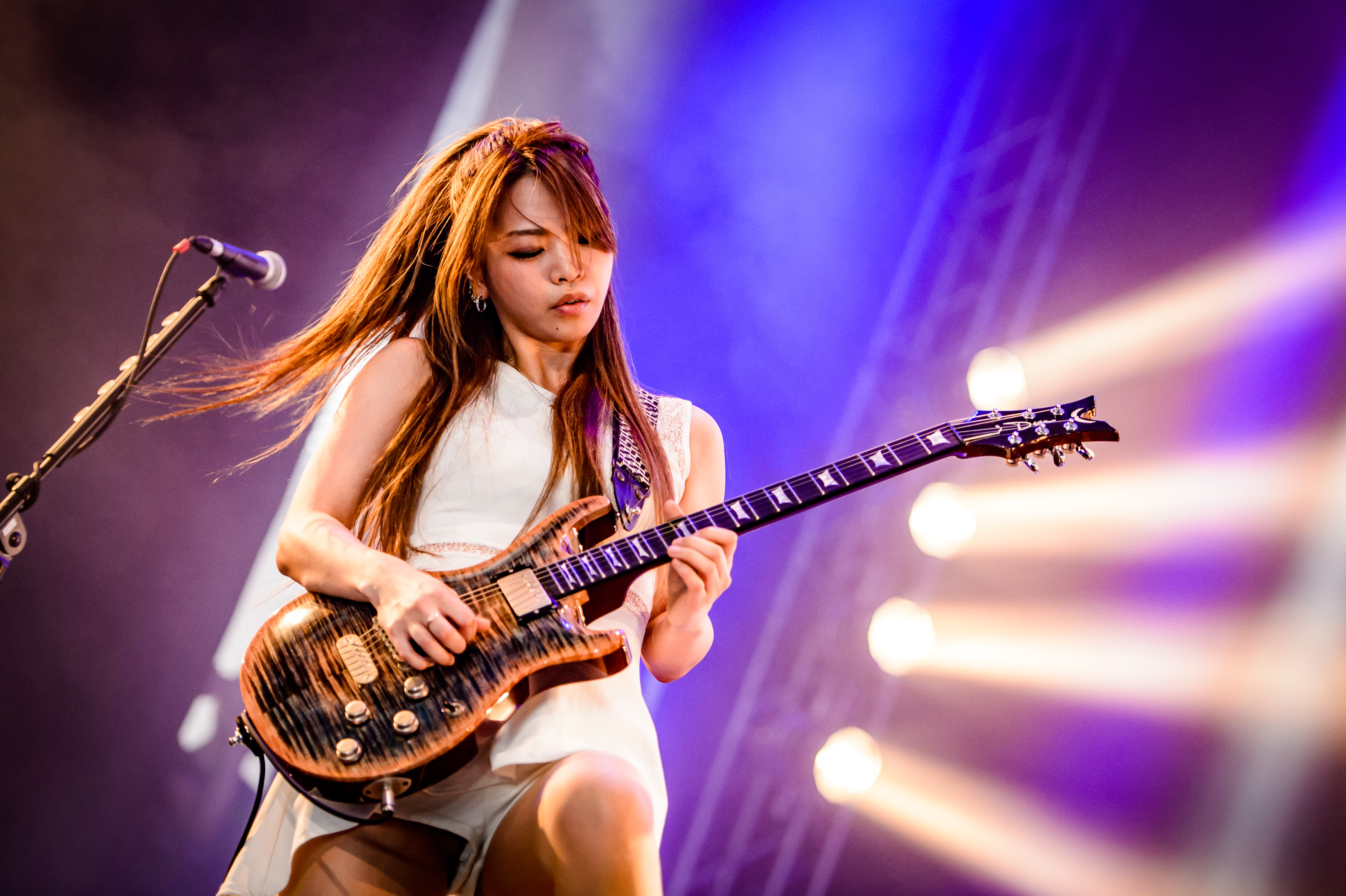

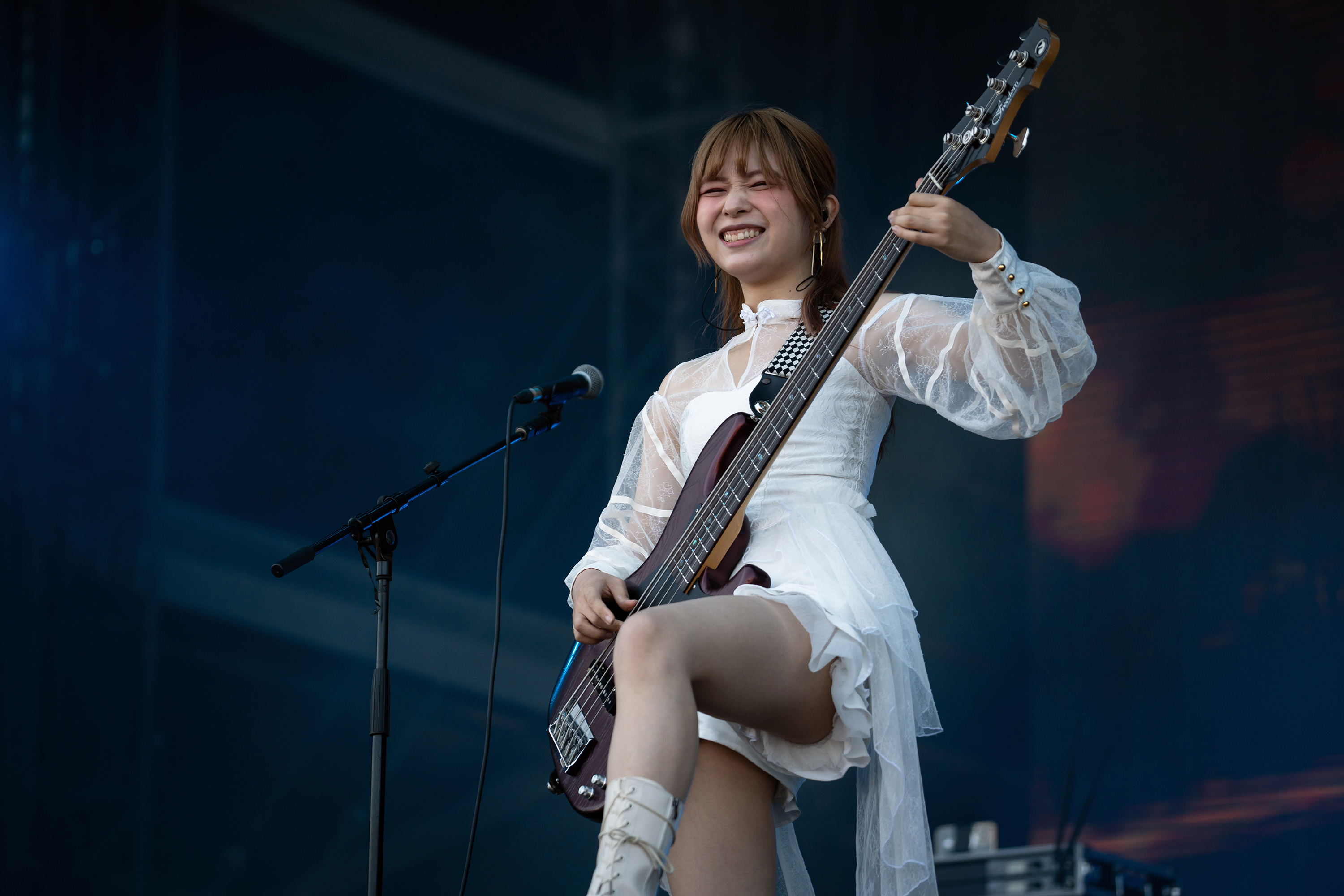

- haruna  - ドラムス：静岡県出身

元DESTROSE。はるぴーと呼ばれている。幼少期にはピアノを習い、中学生の時にドラムを始める。Sweet*Chuという名前でハンドメイド作家としても活動中。haruna主催ドラム・イベント『360°VIEW DRUMMING』を（2020年1月、2024年2月、2025年3月）に開催。ドラムの星型シンバルは彼女のトレードマークである。DRUMMER JAPAN主催 「日本のドラマー人気投票」で、2023年は18位、2024年は14位に選ばれた。

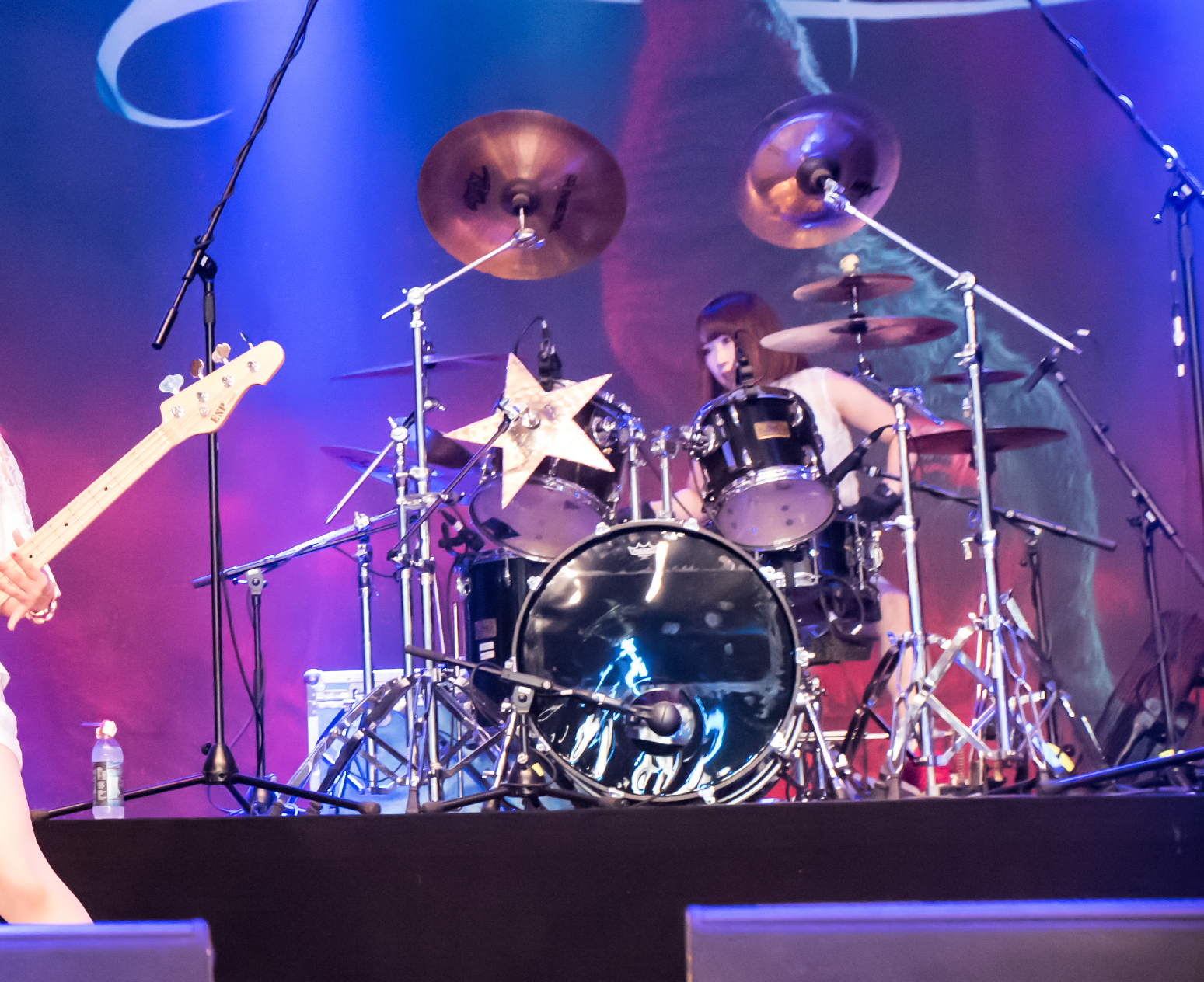

- asami - ヴォーカル：北海道出身

幼少期にはクラシック・バレエを習い、高校卒業後にはジャズやヒップホップのダンス習得の為、渡米。帰国後、国内有名アーティストのバックコーラスを経験。UVERworld、VAMPS、及川光博、AK-69など他多数。山本彩のバックバンド「チームSY」のコーラスも務めている。大黒摩季の全国ツアー（2025年）に、コーラスで参加。
- midori - ギター：香川県出身

元・激情★めたりっちぇ。
お気に入りのギタリストはキコ・ルーレイロ、ヌーノ・ベッテンコート、イングヴェイ・マルムスティーン、Syu。
音楽活動以外ではボディフィットネスもしており、2023年7月に行われたJBBF東京選手権・ボディフィットネス158㎝以下級で2位を記録している。この活動から彼女だけメンバーで本名が「立松 緑」であることを公開している。

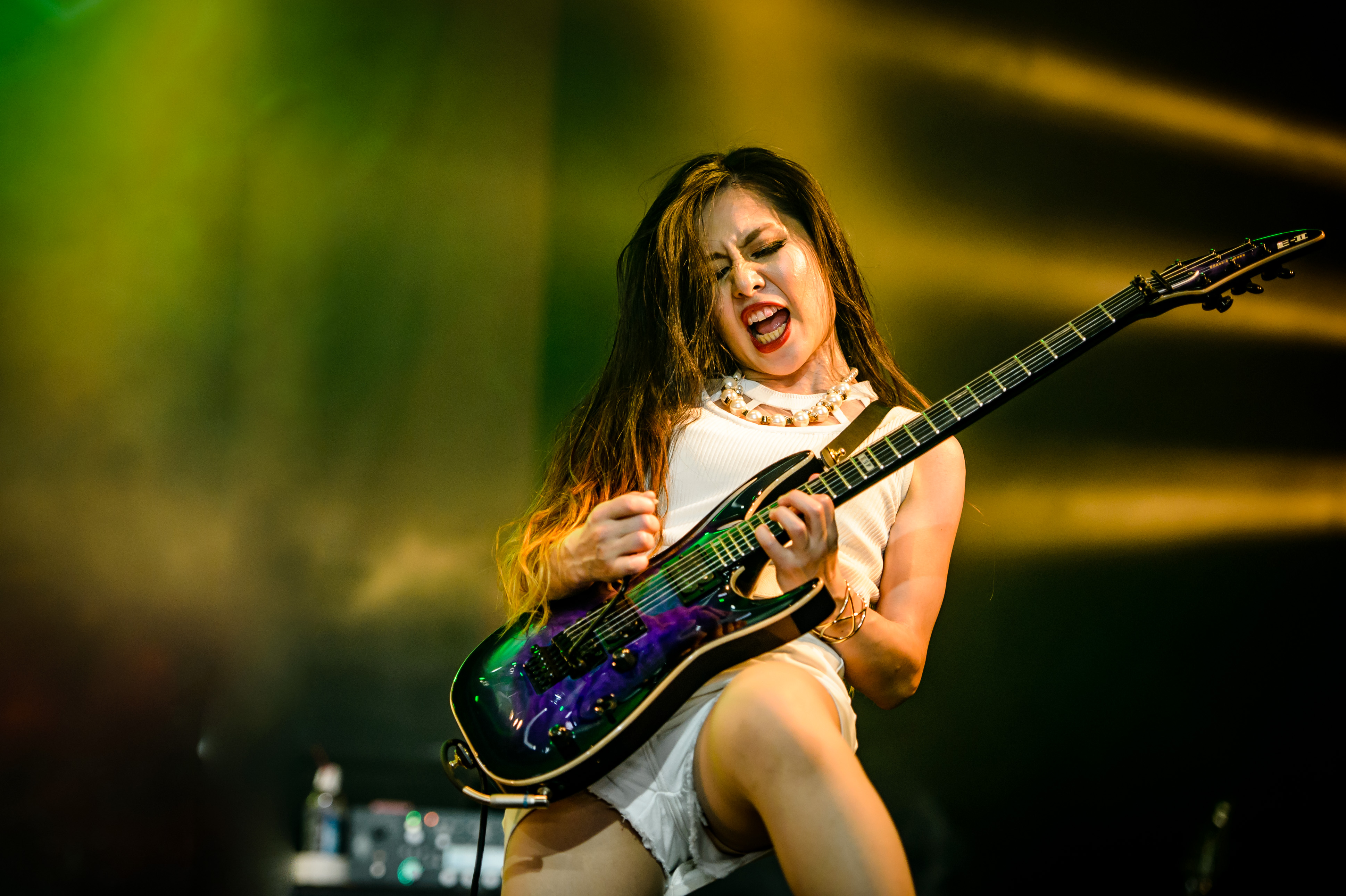

- miyako - ギター、キーボード：大阪府出身

3歳の時にピアノを習い始め、18歳の時にギターに出会う。元a DROP OF JOKER （2013年2月ー2016年4月）その時のメインギターは７弦ギターである。2014年にSIAM SHADEのNATCHINらと共に21gのメンバーとして活動。2019年3月8日に最後のワンマンライブを行い、21gは解散した。LOVEBITES結成当時は、mi-ya名義でサポートメンバーとして活動していたが、2017年8月にLOVEBITESに正式加入した。同時期には、上木彩矢とのロックユニットSONIC LOVER RECKLESSを結成。2018年9月と12月にはライブ公演を実施した。LOVEBITESではコンポーザーとして多くの作品を手掛ける。2023年6月21日にデビューアルバムを発表し、ピアニストとしても活動を開始した。
- fami - ベース：東京都出身

LOVEBITES加入以前はYouTuberベーシストとして顔出しNGでソロ活動をしており、2021年にはソロEP『卒業アルバム』をリリース、LOVEBITES加入後は顔出しをする様になり、2023年には教則本『エンジョイ！！ Fami。のベース本』を出版している。

### 旧メンバー

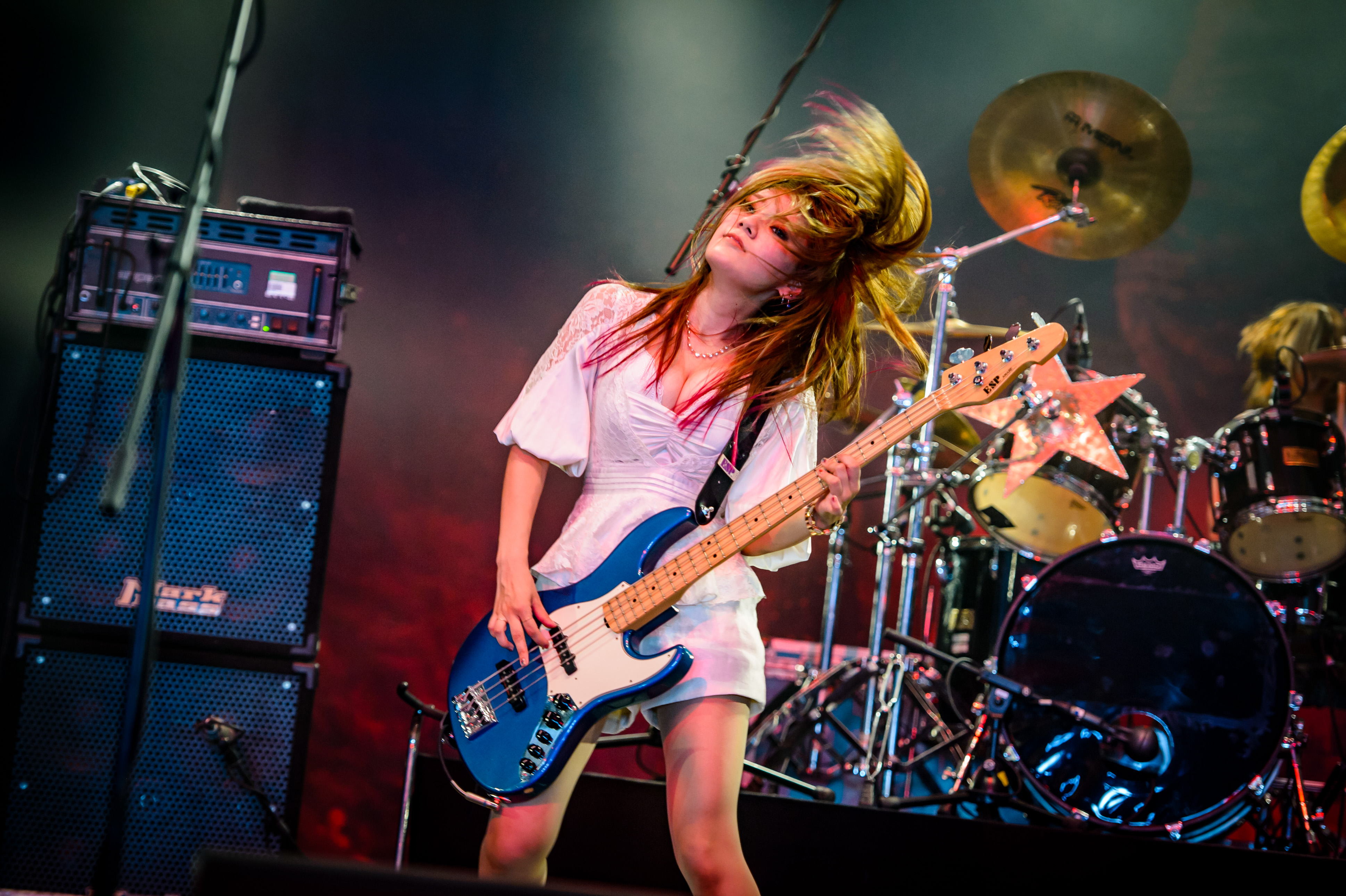

- miho - ベース
2021年8月17日脱退[4]。

## 作品

### ミュージック・ビデオ
|    | 年   | 楽曲                                      | 監督     |
| -- | ---- | ----------------------------------------- | -------- |
| 1  | 2017 | Don't Bite The Dust                       | 竹山尚希 |
| 2  | 2017 | Shadowmaker                               | 竹山尚希 |
| 3  | 2018 | The Crusade                               | 竹山尚希 |
| 4  | 2018 | Rising                                    | 山田孝典 |
| 5  | 2019 | When Destinies Align                      | 竹山尚希 |
| 6  | 2020 | Golden Destination                        | 竹山尚希 |
| 7  | 2021 | Winds Of Transylvania ( VLADLOVE Version) | 竹山尚希 |
| 8  | 2021 | Glory To The World                        | 竹山尚希 |
| 9  | 2021 | Nameless Warrior                          | 竹山尚希 |
| 10 | 2022 | Judgement Day                             | 竹山尚希 |
| 11 | 2023 | Stand And Deliver (Shoot 'em Down)        | 竹山尚希 |
| 12 | 2024 | Unchained                                 | 竹山尚希 |
| 13 | 2024 | Soul Defender                             | 竹山尚希 |

## タイアップ一覧
| Winds Of Transylvania | アニメ『ぶらどらぶ』オープニングテーマ |  |

## 受賞とノミネート
| 年   | ノミネート対象 | 賞                                                   | 結果 |
| ---- | -------------- | ---------------------------------------------------- | ---- |
| 2018 | LOVEBITES      | Metal Hammer Golden Gods Awards 2018 - Best New Band | 受賞 |

## テレビ・ラジオ・その他
2017年
- 3月16日、LINE LIVE特番『音漏れ注意！ビクターメタル専門学校』にmiho出演[137]。
- 5月17日、YouTubeチャンネル「Victor Rocks」にLOVEBITESが出演。【タイトル】LOVEBITES / 『THE LOVEBITES EP』全曲試聴動画（Snippets）。
- 6月1日、YouTubeチャンネル「Fanpla (Fanplus Music)」にLOVEBITESが出演。【タイトル】LOVEBITES『THE LOVEBITES EP』コメント動画[138]。
- 6月11日、YouTubeチャンネル「WWSチャンネル」にLOVEBITESが出演。【タイトル】５人組ガールズメタルバンド・LOVEBITESにインタビュー！ part.1　バンド結成のきっかけ?アルバムの聴きどころ[139]。
- 6月12日、YouTubeチャンネル「WWSチャンネル」にLOVEBITESが出演。【タイトル】５人組ガールズメタルバンド・LOVEBITESにインタビュー！ part2 影響を受けたメタルのアルバムについて[140]。
- 9月14日、LINE LIVE特番『音漏れ注意！ビクターメタル専門学校』にmiho、asami出演[141]。
- 10月20日、YouTubeチャンネル「Victor Rocks」にLOVEBITESが出演。【タイトル】LOVEBITES / 『AWAKENING FROM ABYSS』全曲試聴動画（Snippets）。
- 10月21日、tvk「ROCK CITY」にmiho、asami出演。同日、FM802「ROCK ON」にmiho、haruna出演。
- 12月9日、FM802「ROCK ON」にmiho、midori、mi-ya出演[142]。
- 12月17日、「HEAVY METAL SOUNDHOUSE 2017 -A New Chapter-」にゲストDJとしてmiho出演。（haruna、asami、midori、mi-ya）参加[143]。

2018年
- 1月26日 - 29日、米国カリフォルニア州アナハイムコンベンションセンターで行われた、世界最大規模の楽器の祭典「NAMM SHOW2018」にmi-ya出演[144]。
- 1月26日、YouTubeチャンネル「AMP UP」にmi-ya出演。【タイトル】NAMM Show 2018 IK Multimedia iRig Stomp I/O REVIEW [EN CC] with mi-ya(LOVEBITES) iRig Stomp I/Oレビュー。
- 1月28日、YouTubeチャンネル「AMP UP」にmi-ya出演。【タイトル】NAMM Show 2018 LUNASTONE MIYAKO (LOVEBITES) demonstration / MIYAKOが華麗に弾き倒すデモンストレーション動画。
- 6月1日、YouTubeチャンネル「Victor Rocks」にLOVEBITESが出演。【タイトル】LOVEBITES 『BATTLE AGAINST DAMNATION』全曲試聴動画（Snippets）。
- 6月2日、bayfm「Power Rock Today」にmiho、asami出演。
- 6月15日、FM802「ROCK ON」にmiyako出演[145]。
- 6月16日、tvk「ROCK CITY」にasami、miyako出演。同日、Date fm「ROCK THE NATION」にasami、haruna出演。
- 6月23日、Date fm「ROCK THE NATION」にmiho、midori、miyako出演。
- 7月23日、NHK WORLD-JAPAN /BSプレミアム「J-MELO」に出演。
- 7月24日、YouTubeチャンネル「Red Carpet News TV」にmiho、miyako出演。【タイトル】Lovebites Interview Metal Hammer Golden Gods Awards 2018。
- 10月3日、YouTubeチャンネル「TotalRock」にmiho、asami出演。【タイトル】LOVEBITES Interview @ Bloodstock Open Air 2018。
- 10月19日、YouTubeチャンネル「AMP UP」にmiyako出演。【タイトル】LUNASTONE TrueOverDrive 1 & 2 Review with MIYAKO (LOVEBITES) [EN CC] / MIYAKOと迫るLUNASTONEの魅力！。
- 10月28日、NHK-FM『洋楽グロリアス デイズ』にmiho、asami出演[146]。
- 12月1日、bayfm「Power Rock Today」にmiho、asami、miyako出演[147]。
- 12月2日、FM FUJI「ROCKADOM」にasami、haruna、miyako出演[148]。
- 12月3日 - 7日、「MUSIC ON! TV（エムオン!）」による音楽番組のコーナー「TREND ZOOM UP!」に、メンバー全員が日替わりで出演[149]。
- 12月4日、LINE LIVE特番『音漏れ注意！ビクターメタル専門学校』にメンバー全員が出演[150]。同日、コミュニティFM MUSIC BIRD「大西貴文のTHE NITE」にmiho、haruna、midori、miyako出演[151]。
- 12月7日、FM802「ROCK ON」にメンバー全員出演[152]。
- 12月8日、tvk「ROCK CITY」にasami出演[153]。同日、Date fm「ROCK THE NATION」にasami、midori、miyako出演[154]。
- 12月15日、tvk「ROCK CITY」にmiho、midori出演[155]。同日、Date fm「ROCK THE NATION」にmiho、haruna出演。
- 12月16日、「HEAVY METAL SOUNDHOUSE 2018 -Break All Limits-」にゲストDJとしてmiho出演[156]。
- 12月19日、YouTubeチャンネル「Duke TV」にLOVEBITESが出演。【タイトル】Lovebites - Live, Paris 2018 (Rising, The Hammer of Wrath) - Duke TV。
- 12月22日、ふくしまFM「福島HEAVY METAL計画」にメンバー全員が出演[157]。
- 12月24日、Backstage Cafe「RADIO NEXUS」にmidori、miyako出演[158]。

2019年
- 1月5日、YouTubeチャンネル「Duke TV」にLOVEBITESが出演。【タイトル】Lovebites - Interview - Paris 2018 - Duke TV。
- 1月14日、bayfm「Maximum Power Rock Today」にmiho、haruna出演[159]。
- 1月15日 - 21日、全国のファミリーマート・店内放送の夜番組『ファミラジ』にて、Risingを紹介。DJはDA PUMP[160]。
- 1月16日、YouTubeチャンネル「Bloodstockfestivals」にLOVEBITESが出演。【タイトル】LOVEBITES - The Hammer of Wrath - Bloodstock 2018 。
- 1月22日、     同上        【タイトル】 LOVEBITES - Above The Black Sea - Bloodstock 2018。
- 1月25日、     同上        【タイトル】 LOVEBITES - Shadowmaker - Bloodstock 2018。
- 1月29日、     同上        【タイトル】 LOVEBITES - Full Set Performance - Bloodstock 2018。
- 2月25日、コミュニティFM局 RADIO TxT「山田的電波」に、asami出演[161]。
- 6月1日 - 12日、ポップアップストア「LOVEBITES ROCK MARUI ANNEX '19」を東京・新宿マルイアネックス3Fイベントスペースにて開催[162]。
- 6月7日、LOVEBITES公式Facebookのトーク番組「LOVEBITES Q&A session」を開催[163]。asami、midori出演。
- 6月17日、YouTubeチャンネル「TotalRock」にmiho、midori出演。【タイトル】Love Bites interview Download 2019 (TotalRock)。
- 6月28日、YouTubeチャンネル「RAMzine Rock & Metal」にmiho、midori出演。【タイトル】Interview with Lovebites at Download 2019 。
- 7月8日 - 14日まで西武新宿駅前の"ユニカビジョン"で『DAUGHTERS OF THE DAWN - LIVE IN TOKYO 2019』からライヴ映像を放映[164]。
- 7月13日、tvk「ROCK CITY」にmidori、miyako出演[165]。20日、同番組にmiho、haruna出演[166]。
- 7月24日、YouTubeチャンネル「summer sonic」にLOVEBITESが出演。【タイトル】LOVEBITES message for SUMMER SONIC 2019[167]。
- 9月15日、伊藤政則トーク・イベント『政則 十番勝負–メモラビリア・フェスト1stアニヴァーサリー』にLOVEBITESが出演[168]。
- 9月28日、NHK BSプレミアム『洋楽倶楽部』にて、6月に行なわれた「DOWNLOAD UK 2019」の模様を放映[169]。
- 12月15日、「HEAVY METAL SOUNDHOUSE 2019-MAKE EPOCH！-」にゲストDJとしてmiho出演[170]。

2020年
- 1月3日、YouTubeチャンネル「Victor Entertainment」にLOVEBITESが出演。【タイトル】【LOVEBITES】新春メッセージ2020。同日、FM802「ROCK ON」にmiyako出演[171]。同日、NHKラジオ第1『LOVEBITESのナイト・スクリーム』にasami出演。1月5日、NHK-FM『LOVEBITESのトワイライト・スクリーム』にメンバー全員が出演。2番組ともゲストは伊藤政則[172]。
- 1月13日、bayfm「Maximum Power Rock Today」にmiho出演。
- 1月17日 - 20日、米国カリフォルニア州アナハイムコンベンションセンターで行われた、世界最大規模の楽器の祭典「NAMM SHOW2020」にmidori、miyako出演[173][174]。
- 1月19日、YouTubeチャンネル「AMP UP」にmiyako出演。【タイトル】NAMM SHOW 2020 MIYAKO (LOVEBITES)とレビュー SHINOS AMPLIFIER x Freedom Custom Guitar Research。
- 1月23日、YouTubeチャンネル「AMP UP」にmiyako出演。【タイトル】NAMM Show 2020 MIYAKO ( LOVEBITES ) のPeaveyでのデモ演奏を見に行こう！
- 1月27日、コミュニティFM「大西貴文のTHE NITE」に、miho、midori出演[175]。
- 1月29日、「MUSIC ON! TV（エムオン!）」による音楽番組のコーナー「TREND ZOOM UP!」に、メンバー全員が出演[176]。
- 2月7日 - 16日、ポップアップストア「LOVEBITES ROCK MARUI ANNEX 2020」を東京・新宿マルイアネックス6Fイベントスペースにて開催[177]。
- 2月15日、TOKYO FM『DIG GIG TOKYO!』にasami、miyako出演[178]。
- 3月9日、J-WAVE『GROOVE LINE』にmidori、miyako出演[179]。
- 3月23日 - 27日、NHK-FM伊藤政則の「ディーバ・ラウンジ」にasami出演[180]。
- 4月7日、YouTubeチャンネル「AMP UP」にmiyako出演。【タイトル】MIYAKO(LOVEBITES)を師匠にメタルギターデビュー！/ Let's play METAL with MIYAKO。
- 7月11日、公式YouTubeチャンネルにてライブ映像作品『FIVE OF A KIND - LIVE IN TOKYO 2020』オンライン先行上映会『LIVE AT HOME』を開催[181]。
- 7月16日、YouTubeチャンネル「Pearl e/MERGE」にharuna出演。【タイトル】e/MERGE Performed by haruna[182]。
- 8月15日、TSF2020&TOWER RECORDS Presents “SAKE DE ROCK！”にスペシャルゲストとしてasami参加[183]。
- 8月30日、タワーレコード渋谷店5Fイベントスペースにて伊藤政則氏とasamiによるトークイベントを開催[184]。
- 9月22日、伊藤政則トーク・イベント『政則 十番勝負』にLOVEBITESが出演[185]。
- 10月23日、日本最大のRock&Entertainment公式グッズ・ストア「PGS」のアンバサダーにmihoが就任[186]。
- 12月17日、BSフジ『楽器談技-Instrumental stories-』にmiyako出演。バイオリニスト・髙木凜々子スペシャル対談[187]。

2021年
- 3月30日、YouTubeチャンネル「AMP UP」にmiyako出演。【タイトル】Short Trip to MIYAKO's brand new home studio! / MIYAKO (LOVEBITES) のホームスタジオ訪問！。
- 7月6日、TBS系列「マツコの知らない世界」、特集「ガールズバンドの世界」でLOVEBITESが紹介された[188]。
- 8月14日、YouTubeチャンネル「ぶらどらぶ & いちごアニメーション公式」にasami出演。【タイトル】情熱会議（2021.6.22）[189]。
- 9月18日、公式YouTubeチャンネルにてライブ映像作品『HEAVY METAL NEVER DIES - LIVE IN TOKYO 2021』オンライン先行上映会『LIVE AT HOME 2』を開催[190]。
- 12月10日、YouTubeチャンネル「youngguitarmagazine」にmidori、miyako出演。【タイトル】【期間限定】復刻！ LOVEBITES奏法映像（2018年７月号）[191]。
- 12月22日、公式YouTubeチャンネルにてYouTube特番「LOVEBITES『IN THE BEGINNING』発売記念 ファン投票TOP10カウントダウン」を開催[192]。

2022年
- 1月1日 - 15日まで、新宿駅前のクロス新宿ビジョンで『Nameless Warrior』のMV映像を1時間に1～2回放映。
- 3月25日、YouTubeチャンネル「ROCK FUJIYAMA」にmidori、miyako出演。【midori編】[193]。
- 4月1日、  同上 【miyako編】[194]。
- 6月11日、チャリティーシュレッドコラボ「Shredding For Hope 4」にmidori参加[195]。
- 8月28日、伊藤政則トーク・イベント『政則十番勝負2022 - 前夜祭Part2 - 伊藤政則vs midori(LOVEBITES) トークショー』にmidori出演[196]。

2023年
- 1月9日、bayfm「Maximum Power Rock Today」にfami出演[197]。
- 2月4日、YouTubeチャンネル「今西 勇仁」にmiyako出演。【タイトル】最強の音痩せ対策。
- 2月21日、公式YouTubeチャンネルにてPremiere Listening Session "JUDGEMENT DAY -EVE-"オンライン試聴会を開催[198]。
- 2月25日、tvk「ROCK CITY」にasami出演。
- 3月6日、NHK WORLD-JAPAN / BSプレミアム「J-MELO」に、スタジオ演奏とインタビューで出演。
- 5月12日、YouTubeチャンネル「ROCK FUJIYAMA」にmidori出演。midoriの機材紹介[199]。
- 5月26日、YouTubeチャンネル「ROCK FUJIYAMA」にmiyako出演。miyakoの機材紹介[200]。
- 6月2日、YouTubeチャンネル「ROCK FUJIYAMA」にharuna出演。harunaの機材紹介[201]。
- 6月3日、YouTubeチャンネル「今西 勇仁」にmiyako出演。【タイトル】ぶらり旅・お茶の水を散策。
- 6月9日、YouTubeチャンネル「ROCK FUJIYAMA」にfami出演。famiの機材紹介[202]。
- 8月12日、公式YouTubeチャンネルにてライブ映像作品『KNOCKIN' AT HEAVEN'S GATE - LIVE IN TOKYO 2023』オンライン先行上映会『LIVE AT HOME 3』を開催[203]。
- 9月5日、伊藤政則トーク・イベント『政則 十番勝負 2023』にLOVEBITESが出演[204]。

2024年
- 5月4日 - 12日、ポップアップストア「LOVEBITES ROCKS MARUI ‘24」を東京・有楽町マルイ 8F  SPACE 1&2にて開催。 同月18日 - 26日には、 大阪・なんばマルイ 7Fイベントスペース にて開催[205]。
- 6月24日、YouTubeチャンネル「Metal Pilgrim」にasami、midori出演。【タイトル】This band has blown me away live! LOVEBITES interview at Rock Imperium backstage 2024。
- 8月12日、公式YouTubeチャンネルにてライブ映像作品『MEMORIAL FOR THE WARRIOR SOULS』オンライン先行上映会『LIVE AT HOME 4』を開催[206]。
- 8月23日、YouTubeチャンネル「Duke TV」にLOVEBITESが出演。【タイトル】Lovebites - Interview & Live - Europe 2024 - Duke TV。
- 9月2日 - 6日、NHK-FM「マイ・フェイバリット・アルバム」にDJとしてメンバー全員が日替わりで出演[207][208][209][210][211]。
- 9月14日、tvk「ROCK CITY」にmidori、fami出演[212]。

2025年
- 4月4日、フジテレビ系列「Live News イット！」内のコーナー「しらべてみたら」に出演。3月に行われたメキシコでのフェスに向かう時の空港内でのインタビュー、現地でファンとの記念撮影の様子や、パフォーマンスを紹介。最後に、来年3月に行われる日本武道館の紹介という内容であった[213]。

## 公演
2016年
- WOMEN'S POWER Presents Girls Band Next Generation
  - 11月18日東京・渋谷TSUTAYA O-WEST

2017年
- AWAKENING FROM ABYSS TOUR 2017
  - 11月17日 東京・Shibuya O-WEST
  - 12月6日 愛知・APOLLO BASE
  - 12月7日 大阪・アメリカ村DROP

- 海外公演・HYPER JAPAN Christmas
  - 11月25日 イギリス・Tobacco Dock
  - 11月26日 イギリス・Tobacco Dock

- 海外公演
  - 11月27日 イギリス・THE UNDERWORLD

- WOMEN’S POWER SPECIAL 2017
  - 12月14日 東京・渋谷TSUTAYA O-WEST

2018年
- RE-AWAKENING FROM ABYSS LIVE 2018
  - 2月23日 東京・duo MUSIC EXCHANGE

- Vans Warped Tour Japan 2018 Presented by XFLAG
  - 4月1日 千葉・幕張メッセ

- BATTLE AGAINST DAMNATION TOUR
  - 6月28日  東京・O-EAST

- ANTHEM主催 「HEADSTRONG FES.18」
  - 7月8日  神奈川・川崎CLUB CITTA
  - 7月14日  愛知・ E.L.L.
  - 7月16日  大阪・BIGCAT 

- WACKEN OPEN AIR
  - 8月4日 ドイツ・ヴァッケン

- BLOODSTOCK OPEN AIR
  - 8月10日  イギリス・Catton Hall

- RED BULL MUSIC FESTIVAL TOKYO 2018    　 　METAL MANIA
  - 9月28日 東京・渋谷TSUTAYA O-WEST

- Battle Against Damnation Tour in Europe 2018
  - 11月13日 オランダ・Patronaat
  - 11月14日 ドイツ・Zeche Carl
  - 11月16日 ドイツ・Logo
  - 11月19日 ドイツ・Colos-Saal
  - 11月20日 フランス・Nouveau Casino
  - 11月21日 イギリス・O2 Academy Islington

2019年
- CLOCKWORK IMMORTALITY TOUR
  - 1月12日 
大阪・梅田クラブクアトロ
  - 1月13日 愛知・E.L.L.
  - 1月27日 東京・マイナビBLITZ赤坂
  - 2月10日 福岡・DRUM SON
  - 2月15日 宮城・仙台MACANA
  - 2月23日 北海道・DUCE SAPPORO
  - 3月7日 東京・渋谷クラブクアトロ

- Download festival japan 2019 Halestorm Love Bites (So Do I) Asami ゲスト参加
  - 3月21日 千葉・幕張メッセ

- Clockwork Immortality Tour in chaina 2019      　　　Arch Enemy  サポートアクト
  - 3月23日 上海・MAO Livehouse
  - 3月24日 北京・Omni Space

- Download festival UK 2019 Halestorm Love Bites   　    (So Do I) Asami ゲスト参加
  - 6月15日 イギリス・Donington Park Circuit

- Download festival UK 2019 
  - 6月15日 イギリス・Donington Park Circuit

- GRASPOP METAL MEETING 2019
  - 6月22日 ベルギー・Festivalpark Stenehei

- Download festival madrid
  - 6月29日 スペイン・Caja Magica

- DAUGHTERS OF THE DAWN TOUR 2019
  - 7月12日 東京・EX THEATER ROPPONGI
  - 8月8日 大阪・梅田クラブクアトロ
  - 8月9日 愛知・名古屋ボトムライン

- SUMMER SONIC 2019
  - 8月17日 千葉・幕張メッセ

-  DragonForce UKツアー サポートアクト
  - 11月2日 エディンバラ・Liquid Rooms
  - 11月3日 ハル・Welly
  - 11月4日 リーズ・Stylus
  - 11月5日 マンチェスター・Academy 2
  - 11月6日 バーミンガム・Institute
  - 11月8日 ロンドン・Forum
  - 11月9日 ノリッジ・The Waterfront
  - 11月11日 サウサンプトン・Engine Rooms
  - 11月12日 カーディフ・Tramshed
  - 11月13日 ノーサンプトン・Roadmember
  - 11月14日 ニューカッスル・Northumbria Institute

- THE SHINING VOL.1
  - 11月23日 東京・Veats Shibuya

- Halestorm ジャパン・ツアー サポートアクト
  - 12月2日 東京・渋谷TSUTAYA O-WEST

- MERRY ROCK PARADE2019
  - 12月22日 愛知・ポートメッセなごや

2020年
- 海外公演
  - 1月10日 シンガポール・The Coliseum Hard Rock Hotel

- ELECTRIC PENTAGRAM TOUR 2020
  - 2月14日 福岡・Be-1
  - 2月16日 広島・広島クラブクアトロ
  - 2月21日 東京・Zepp DiverCity Tokyo
  - 2月27日 大阪・BIGCAT

2021年
- RIDE FOR VENGEANCE TOUR 2021
  - 3月12日 愛知・名古屋ダイアモンドホール
  - 3月13日 神奈川・KT Zepp Yokohama
  - 3月26日 東京・東京ドームシティホール
  - 4月2日 大阪・なんばHatch

2023年
- WE ARE THE RESURRECTION
  - 3月11日  東京・EX THEATER ROPPONGI
  - 3月12日  東京・EX THEATER ROPPONGI

- THE SHINING VOL.2
  - 5月11日  東京・Veats Shibuya

- JUDGEMENT DAY TOUR 2023
  - 8月26日 福岡・DRUM LOGOS
  - 9月2日 宮城・仙台RENSA
  - 9月9日 北海道・PENNY LANE 24
  - 9月15日 大阪・なんばHatch
  - 9月16日 愛知・名古屋ダイアモンドホール
  - 9月24日 東京・昭和女子大学人見記念講堂

- THE LAST JUDGEMENT
  - 10月5日 神奈川・KT Zepp Yokohama

2024年
- THE THIN LINE BETWEEN LOVE AND HATE UK＆EU 
  - 6月14日 イギリス・New Cross Inn
  - 6月15日 ベルギー・Zik Zak
  - 6月18日 ドイツ・Club Vaudeville e.V.
  - 6月19日 イタリア・Legend Club
  - 6月25日 フランス・ La Maroquinerie
  - 7月1日  イギリス・The Garage　

- Rock Imperium Festival
  - 6月22日  スペイン・Parque El Batel Cartagena

- Hellfest Summer Open Air
  - 6月28日  フランス・Complexe sportif du Val de Moine

- Resurrection Fest
  - 6月29日 スペイン・Viveiro

- Roskilde Festival
  - 7月4日 デンマーク・Roskilde　

- Jeonju Ultimate Music Festival 2024
  - 8月10日 全州・Jeonju Sports Complex Stadium

- THE THIN LINE BETWEEN LOVE AND HATE KOREA
  - 8月11日 ソウル・Rollinghall

- THE THIN LINE BETWEEN LOVE AND HATE JAPAN
  - 9月1日 東京・東京ガーデンシアター

- Prog Power USA
  - 9月6日 アトランタ・Center Stage Theater

- THE THIN LINE BETWEEN LOVE AND HATE US
  - 9月8日 ダラス・The Echo Lounge & Music Hall
  - 9月10日 ロサンゼルス・Echoplex
  - 9月12日 サンフランシスコ・Café Du Nord

- THE SHINING VOL.3
  - 11月23日 大阪・GORILLA HALL OSAKA
  - 11月24日 神奈川・KT Zepp Yokohama

2025年
- Eternal Phenomenon Tour
  - 1月26日 福岡・Zepp Fukuoka
  - 2月7日 香川・高松DIME
  - 2月10日 大阪・Zepp Osaka Bayside
  - 2月12日 愛知・Zepp Nagoya
  - 2月15日 北海道・Zepp Sapporo
  - 2月22日 宮城・仙台GIGS
  - 3月6日 新潟・新潟LOTS
  - 3月8日 静岡・LIVE ROXY SHIZUOKA
  - 3月13日 東京・Zepp DiverCity Tokyo

- Titans of Metal Fest
  - 3月1日 メキシコ・Parque Bicentenario

2026年
- "LIVE AT BUDOKAN"
  - 3月29日 東京・日本武道館